# Falange Espanyola de les JONS
Falange Espanyola de les JONS (FE de les JONS) (oficialment en castellà: Falange Española de las JONS, FE de las JONS) fou un partit polític feixista espanyol, fundat el 15 de febrer de 1934 resultat de la unió de les Juntas de Ofensiva Nacional Sindicalista (JONS) d'Onésimo Redondo i Ramiro Ledesma Ramos amb la Falange Española (FE) de José Antonio Primo de Rivera.
L'òrgan oficial del partit fou el diari Arriba.

## Ideari i simbologia

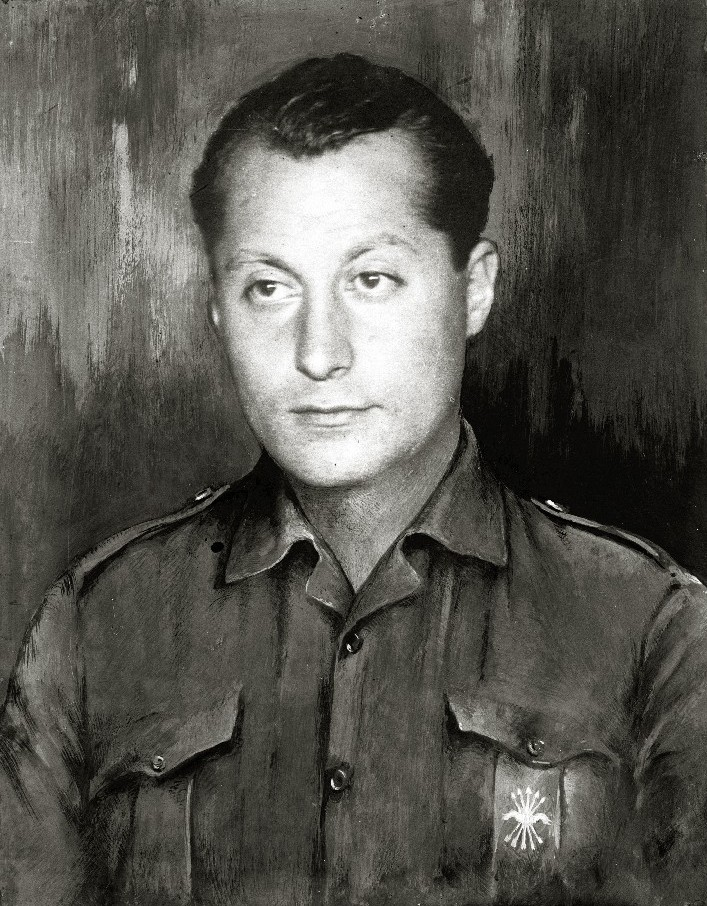
José Antonio Primo de Rivera, fundador i primer cap de Falange Espanyola.

Adoptaren com a emblema el jou i les fletxes dels Reis Catòlics (emblema de les Juntas de Ofensiva Nacional Sindicalista), a més de la bandera vermella i negra, la camisa blava (a l'estil de la camisa negra italiana) i vestimenta paramilitar. La seva plataforma ideològica es va concretar en els anomenats veintisiete puntos (novembre del 1934).
Bé que rebutjaven l'apel·latiu de feixista, participaven, de la ideologia i de les formes organitzadores del feixisme de Benito Mussolini: constituïen un moviment antimarxista que refusava alhora la lluita de classes i el sistema social capitalista. Propugnaven un estat totalitari, autoritari, no parlamentari, nacionalista, unitari i imperialista, i l'organització corporativa de l'estat; a més, tenien en comú l'exaltació d'una forma de vida arriscada, el culte a la violència i a l'acció directa (les milícies com a grup de xoc, sovint enfrontades a militants d'esquerres). Introduïren les línies originals de llur pensament: en l'aspecte econòmic, la concepció d'Espanya com un gigantesco sindicato de productores, el sentit catòlic del moviment i una reforma agrària per a elevar el nivell de vida dels camperols mitjançant serveis tècnics adequats i l'extensió de la propietat familiar de la terra.
Fins a la guerra civil espanyola els afiliats falangistes provenien fonamentalment de la petita burgesia i no foren gaire nombrosos, potser uns 25.000 el febrer del 1936.

## Història

### Segona República
Els primers resultats electorals de la Falange van ser sempre molt pobres a causa, d'una banda, que la coalició radical-cedista, guanyadora de les eleccions de 1933, no estava d'acord amb els plantejaments revolucionaris del nacional-sindicalisme, raó per la qual els seus locals eren freqüentment registrats i de vegades clausurats per la policia. Per altra banda, la doctrina nacional-sindicalista no va assolir atreure a la gran massa obrera enquadrada aquesta en els sindicats de classe majoritaris (UGT i CNT). En aquest període no va aconseguir tenir cap diputat en les Corts, ja que encara que José Antonio Primo de Rivera va aconseguir l'acta de diputat en les eleccions de novembre de 1933 ho va fer a través d'una candidatura conservadora de Cadis, denominada Unión Agraria y Ciudadana.

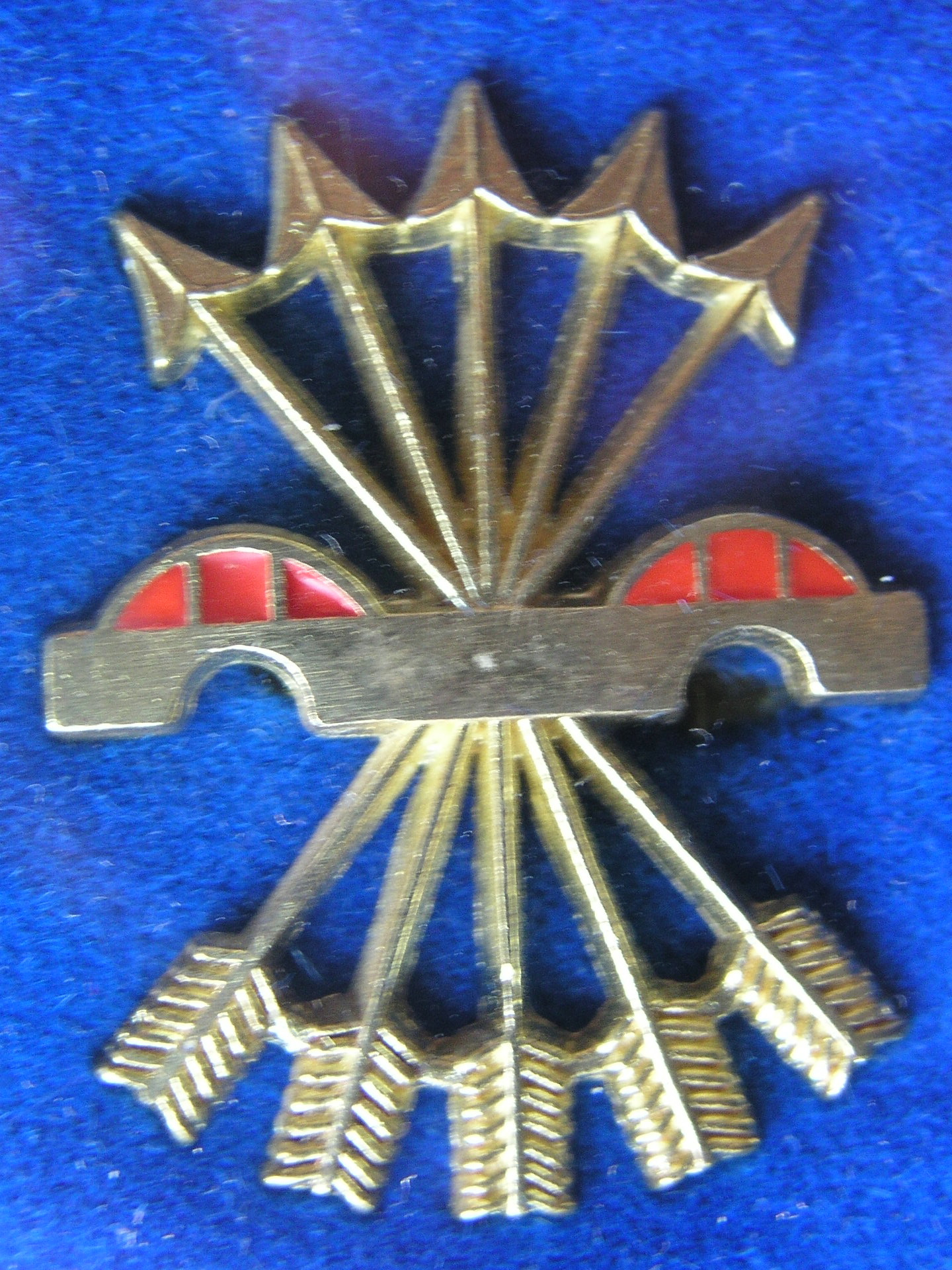
El jou i les fletxes, símbol de la Falange

En les eleccions de 1936 que van donar lloc a la victòria del Front Popular, José Antonio no va aconseguir acta de parlamentari a l'obtenir en la primera volta només 46.000 vots en el conjunt d'Espanya, ja que la Falange es presentà en solitari. En la segona volta va tractar de presentar la seva candidatura a la circumscripció de Cuenca, però des de la Junta Electoral es declara que només podien presentar-se en aquesta circumscripció els qui prèviament s'haguessin presentat a la primera volta, així, José Antonio no va poder mantenir la seva immunitat parlamentària. A partir del triomf electoral del Front Popular, la situació d'agitació a Madrid i en les principals ciutats va augmentar i els enfrontaments armats entre militants dels partits de l'esquerra i els falangistes foren d'extrema gravetat.
Després d'un intent d'atemptat, l'11 de març de 1936 contra el catedràtic de Dret i militant socialista Luis Jiménez de Asúa, dut a terme per un militant falangista, el jutge municipal que el va condemnar fou mort a les 48 hores per pistolers falangistes. Aquests fets van determinar la il·legalització de la Falange i els seus dirigents, entre ells Primo de Rivera, van ser empresonats el 14 de març. Posteriorment els tribunals de justícia —Audiència de Madrid, en sentència de 30 d'abril de 1936, i Tribunal Suprem, en sentència de 8 de juny del mateix any—, absolgueren José Antonio i als seus declarant legítima, dintre del marc constitucional espanyol —conforme als articles 34 i 39 de la Constitució de 1931 i Llei d'Associacions de 30 de juny de 1887—, la doctrina de Falange Española, i deixaren sense efecte el processament acordat pel jutge d'Instrucció contra José Antonio i els falangistes que l'acompanyen. En el mes de juliol de 1936, Primo de Rivera seguia empresonat a Alacant, després de dos judicis per diferents causes. Mentrestant, La Falange mirava amb recel i desconfiança la conspiració que s'estava gestant per a derrocar la República i que culminaria amb la rebel·lió, el 17 de juliol, de l'Exèrcit d'Àfrica, liderat pel general Francisco Franco, seguida l'endemà de moltes guarnicions peninsulars.

### Guerra civil
Encara que Falange Española de las JONS mai va donar explícitament des de la seva Prefectura Nacional (José Antonio Primo de Rivera) l'aixecament militar, és més, el mateix José Antonio, des de la presó, va escriure un comunicat on es deia: Falange Española de les JONS no donarà suport cap alçament des de cap de les seves prefectures i qualsevol Cap Territorial, Provincial o Local que doni suport aquest aixecament armat serà expulsat de Falange, i serà divulgada aquesta expulsió per tots els mitjans que estiguin al nostre abast. No obstant això, Primo de Rivera és jutjat sota l'acusació d'inductor a la rebel·lió militar, condemnat a mort i afusellat, sense esperar l'assabentat del Govern, en la presó d'Alacant el dia 20 de novembre de 1936. Després de l'imminent perill d'una dictadura marxista al que, al seu judici, estava exposada la II República (des d'alguns mitjans socialistes i comunistes es proclamaven lemes com viva la URSS i determinats dirigents comunicaven obertament el seu desig que Espanya anés una Dictadura del Proletariat), en la Guerra Civil, els falangistes van lluitar decididament en el bàndol nacionalista, autoanomenat nacional (feixista) pels rebels, contra la part de l'exèrcit i altres forces fidels al govern de la República. Així mateix, van tenir un protagonisme destacat en la repressió de les setmanes inicials de la revolta, l'anomenat per l'historiador Julián Casanova el "terror calent".

### El Decret d'Unificació
A poc a poc, la Falange va esdevenir l'alternativa política més important dels sublevats contra la Segona República Espanyola, i assolí el suport d'importants intel·lectuals de dretes com Ernesto Giménez Caballero o Agustín de Foxá. La mort de José Antonio Primo de Rivera els va privar d'un lideratge carismàtic en un moment clau, i això provocà fortes dissensions internes i d'enfrontaments amb altres grups fins que, a instància de Franco, fou obligada mitjançant el decret d'unificació del 19 d'abril de 1937 a la fusió amb Comunión Tradicionalista, la CEDA, monàrquics alfonsins i altres partits de significació dretana, com la Unión Patriótica, els seguidors d'Albiñana, agraris, i altres, i passà a denominar-se Falange Española Tradicionalista y de las Juntas de Ofensiva Nacional Sindicalista (FET y de las JONS). Franco en fou nomenat cap suprem.
Aquells dirigents falangistes o carlins que es van oposar al Decret d'Unificació van ser destituïts dels seus càrrecs i en bastants casos empresonats, i fins a condemnats a mort, tal com va ocórrer amb el falangista Manuel Hedilla (cap nacional de FE de les JONS), finalment bandejat a Canàries, o el carlista Manuel Fal Conde que va haver d'exiliar-se a Portugal. A partir del Decret d'Unificació molts consideren que Falange Española de las JONS ha desaparegut i es gestaran des de la clandestinitat petits moviments que afirmaran ser els autèntics posseïdors de la ideologia falangista, com FE-JONS Autèntica i Falange Española Independiente.

### Postguerra
Durant la postguerra articulà unitàriament la ideologia del nou règim a imatge i semblança del que havia fet a Itàlia Mussolini; fou l'element aglutinador dels sectors socials que feien costat al règim, actuà com a centre orgànic per a fornir quadres polítics al nou estat i creà els sindicats verticals com a aparells estatals que podien substituir qualsevol possibilitat d'organització dels treballadors. Fou organitzada d'una forma jeràrquica, sota la dependència del Jefe del Estado, de qui depenen el secretari general, la Junta Política i el Consejo Nacional; i en jefaturas provinciales i jefaturas locales a les diferents circumscripcions territorials (municipis i províncies).

## De la mort de Franco als nostres dies
Després de la mort de Franco en 1975, s'instaura la monarquia i comença la democratització de la política espanyola, liderada per Adolfo Suárez, antic ministre secretari general del Moviment.
En esta època hi ha profundes divisions en el falangisme. En 1977 són quatre els grups que es disputen les sigles FE de les JONS. Els Cercles Doctrinals de José Antonio, Falange Espanyola "Autèntica", un grup que posteriorment formaria Falange Independent i el Front Nacional Espanyol, liderat pel que fora secretari General de la FET de les JONS i ministre de Franco, Raimundo Fernández-Cuesta. Seria aquest últim grup el que, en els tribunals, guanyaria el dret a usar les sigles.
FE de les JONS es va significar, junt amb altres grups neofeixistes, per practicar la violència al carrer i el terrorisme en el primer període de la Transició. Cal destacar l'assassinat del jove Juan Carlos García Pérez.
En la vesprada del 6 de maig de 1980, recorria els carrers del barri madrileny de Ciutat Lineal una manifestació de les associacions de veïns en protesta per l'assassinat del dirigent veïnal Arturo Pajuelo, també a les mans de grups neofeixistes. A la seu provincial de Fe de les JONS van arribar notícies que s'estava pintant un monument als caiguts, en aquell temps, ubicat en aquell barri. Van considerar que era una provocació i amb el cap provincial, José María Alonso Collar al cap es van muntar en els cotxes i es van dirigir al barri. Una vegada allí, van triar el bar Sant Bau, van entrar pistola en mà, amb barres de ferro i cadenes, i al crit de "Viva Cristo rey", la van emprendre a trets i a colps amb tots els clients. Juan Carlos García Pérez, que llavors es trobava complint el servei militar, va resultar mort d'un tret a l'esquena.
Virtualment fora de la vida política, els partits inspirats en la ideologia falangista, són vistos públicament en diferents actes públics, els espais televisius de propaganda institucional de les eleccions i durant manifestacions en dates històriques com el 20 de novembre (aniversari de les morts de José Antonio Primo de Rivera i Francisco Franco).
La seua presència i rellevància a la política espanyola és escassa, exceptuant la representació democràtica que obtenen alguns regidors de Falange Autèntica a distintes localitats. Falange Espanyola de les JONS, única que es presenta en tot el territori nacional a les eleccions generals de Març de 2008, en el 1996 va obtenir 12.114 vots, el 0,05% dels vots vàlids.
Entre els partits polítics que es declaren falangistes, cal citar els següents:
-Falange Espanyola de les JONS (FE de les JONS).
-Falange Auténtica (FA).
-Mesa Nacional Falangista (MNF).
-FE/La Falange dividida en dos parts enfrontades judicialment entre si per la titularitat de les sigles.
Un simpatitzant del falangisme fou assassinat el mes de desembre de 2017.

## La Falange a Catalunya
Els primers nuclis d'ideologia semblant al falangisme foren La Traza, la Peña Blanca i la Peña Deportiva Ibérica, Juventud Nacionalista Española i alguns militants de les JONS. Quan es va fundar la Falange el 1933 la secció catalana s'encarrega a Juan Vidal Salvó, i entre els primers afiliats hi figuraren Robert Bassas Figa, Luis Fontes de Albornoz i Luys Santamarina. Després d'una visita de José Antonio Primo de Rivera a Barcelona a la darreria de 1933, Roberto Bassas fou nomenat cap territorial de Catalunya. La Secció Femenina a Barcelona fou creada per María Josefa Viñamata, Mercedes de Despujol Magarola i Montserrat de Romana Pujó.
La implantació de Falange a Barcelona fou difícil a causa del diferent origen social, polític i intel·lectual dels primers dirigents, i a causa de les diferències entre Roberto Bassas i Luys Santamarina. No passaren del miler d'afiliats. Quan esclatà la guerra civil espanyola Roberto Bassas fou fet presoner a Madrid i fou nomenat cap territorial Josep Ribas Seva i secretari Carlos Trías Beltran. Cap al 1936 hi havia nuclis falangistes organitzats sota la direcció de Josep Maria Fontana Tarrats a Tarragona, Francisca Magdaleno a Reus, Francesc Boldú Niubó a Lleida, i Luís Rodríguez Balou i Enric Camps Casellas a Girona.

## La Falange a les Illes Baleares
El cap de la Falange a Mallorca va ser en el moment de l'alçament Alfonso de Zayas y Bobadilla, marquès de Zayas.